# Cementerios singulares de la Comunidad de Madrid
La Comunidad de Madrid publicó en 2021 un listado de cementerios singulares, porque «son un patrimonio histórico y artístico impresionante y algunos son tan bellos que invitan a un placentero paseo». En ellos destaca su historia, sus obras de arte, tanto esculturas como edificios, y las sepulturas de destacados personajes que albergan en su interior.

## Listado oficial 2021
El Catálogo oficial de Cementerios singulares de la Comunidad de Madrid consta de 10 necrópolis, distribuidas por 5 municipios. Su objetivo es "favorecer el conocimiento del patrimonio funerario".
| Denominación                                           | Fecha          | Municipio             | Coordenadas                                         | Observaciones | Identificador Wikidata | Imagen |
| ------------------------------------------------------ | -------------- | --------------------- | --------------------------------------------------- | --- | ---------------------- | ------ |
| Cementerio Municipal de San Roque de Alcalá de Henares | 1834           | Alcalá de Henares     | 40°29′9.68″N 3°22′38.72″O / 40.4860222, -3.3774222  | Trazado geométricamente con ampliaciones en 1845 y 1868 | Q109590267             |        |
| Cementerio de Santa Isabel                             | 1845           | Aranjuez              | 40°01′49.1″N 3°37′28.2″O / 40.030306, -3.624500     | Redificado en 1861, con proyecto de José Segundo de Lema                                                                                                   | Q116609811             |        |
| Cementerio Hebreo de Hoyo de Manzanares                | Década de 1970 | Hoyo de Manzanares    | 40°37′29.49″N 3°53′48.45″O / 40.6248583, -3.8967917 | Pertenece a la comunidad judía | Q108337305             |        |
| Sacramental de San Isidro                              | 1811           | Madrid                | 40°24′2.84″N 3°43′40.34″O / 40.4007889, -3.7278722  | Por concesión de José Bonaparte. Destacan sus suntuosos panteones                                                                                          | Q5760351               |        |
| Sacramental de Santa María                             | 1840           | Madrid                | 40°23′52″N 3°43′19″O / 40.39778, -3.72194           | Auspiciado por la unión de la Cofradía de Santa María de la Alameda con la del Hospital General. Proyecto de estilo neoclásico de José Alejandro y Álvarez | Q6116701               |        |
| Sacramental de San Justo                               | 1845           | Madrid                | 40°24′14″N 3°43′34″O / 40.40389, -3.72611           | Cementerio privado por concesión de Isabel II. Obra del arquitecto Wenceslao Gaviña                                                                        | Q5760365               |        |
| Cementerio Británico de Madrid                         | 1854           | Madrid                | 40°23′42″N 3°43′21″O / 40.39500, -3.72250           | Propiedad del gobierno británico | Q8343402               |        |
| Cementerio Civil de Madrid                             | 1884           | Madrid                | 40°25′16.93″N 3°38′9.20″O / 40.4213694, -3.6358889  | Para fallecidos no católicos | Q8343387               |        |
| Cementerio de La Almudena                              | 1884           | Madrid                | 40°25′10″N 3°38′26″O / 40.41944, -3.64056           | Entre los más grandes de Europa Occidental (120 hectáreas de superficie)                                                                                   | Q1053320               |        |
| Cementerio de los Mártires de Paracuellos              | 1941           | Paracuellos de Jarama | 40°30′41.78″N 3°32′50.12″O / 40.5116056, -3.5472556 | Siete zanjas de fosas comunes | Q49273529              |        |